# تربة أحمد خوجة

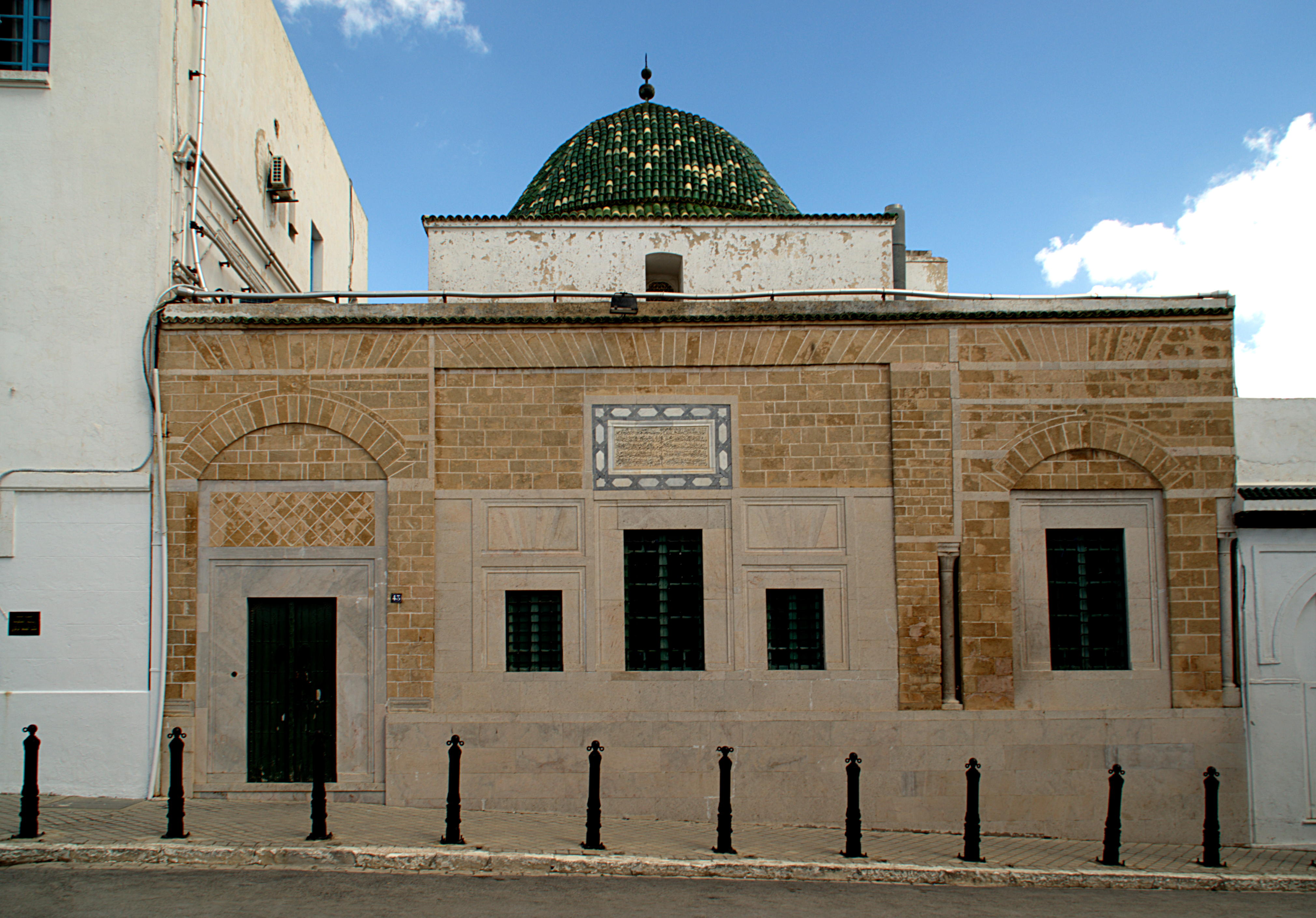
واجهة التربة.

تربة أحمد خوجة هو ضريح تونسي يقع في ساحة القصبة، في شارع سيدي بن زياد.
تم تصنيف هذا المبنى كمعلم تاريخي بمرسوم يعود تاريخه إلى 25 يناير 1922.

## تاريخ
تم بناء الضريح بمبادرة من الداي أحمد خوجة، مع نقش باللغة العربية يقع على الواجهة فيه تاريخ الانتهاء من الأعمال بالنصب في 1647.